# Endiandra macrostemon
Endiandra macrostemon är en lagerväxtart som beskrevs av André Joseph Guillaume Henri Kostermans. Endiandra macrostemon ingår i släktet Endiandra och familjen lagerväxter. Inga underarter finns listade i Catalogue of Life.